# Forhindringsbane
En forhindringsbane er en serie udfordrende fysiske forhindringer som en person eller et hold skal forsøge at navigere igennem, hvilket typisk foregår på tid. Forhindringerne kan inkluderede løb, klatring, spring, kravling, svømning og balance, og de gennemføres for at teste deltageren hastighed og udholdenhed. Nogle forhindringsbaner indbefatter også mentale tests.
Forhindringsbaner er populære i flere gameshows som bl.a. Robinson Ekspeditionen, Gladiators og Ninja Warrior, og de bruges i forbindelse med militær træning samt på nogle legepladser.